# Radočaj Brodski
 Radočaj Brodski  falu Horvátországban, a Tengermellék-Hegyvidék megyében. Közigazgatásilag Delnicéhez tartozik.

## Fekvése
Fiumétól 36 km-re, községközpontjától 7 km-re északkeletre, a horvát Hegyvidék középső részén, a Delnicéből Brod na Kupi felé menő 203-as út közelében erdők között fekszik.

## Története
A településnek 1857-ben 130, 1910-ben 134 lakosa volt. A trianoni békeszerződésig Modrus-Fiume vármegye Delnicei járásához tartozott. 2011-ben 40 lakosa volt.

## Lakosság
| Lakosság változása | Lakosság változása | Lakosság változása | Lakosság változása | Lakosság változása | Lakosság változása | Lakosság változása | Lakosság változása | Lakosság változása | Lakosság változása | Lakosság változása | Lakosság változása | Lakosság változása | Lakosság változása | Lakosság változása | Lakosság változása |
| ------------------ | ------------------ | ------------------ | ------------------ | ------------------ | ------------------ | ------------------ | ------------------ | ------------------ | ------------------ | ------------------ | ------------------ | ------------------ | ------------------ | ------------------ | ------------------ |
| 1857               | 1869               | 1880               | 1890               | 1900               | 1910               | 1921               | 1931               | 1948               | 1953               | 1961               | 1971               | 1981               | 1991               | 2001               | 2011               |
| 130                | 140                | 122                | 129                | 120                | 134                | 109                | 102                | 77                 | 88                 | 55                 | 68                 | 58                 | 47                 | 49                 | 40                 |